# Овинник
Овинникът е митологична фигура от славянската митология, предимно руската. Той е дух, който живее в плевнята, обора, хамбара, кокошарника или други селскостопански сгради. Има вид на огромна черна котка с големина на куче и горящи като въглен очи. Овинникът има много сложен характер и е враждебен към човека, но се грижи за складираните зърно и слама. Селяните се стремят да не го разсърдят, защото тогава животните ще престанат да дават яйца и мляко.